# Xiphocentron alcmeon
Xiphocentron alcmeon är en nattsländeart som beskrevs av Schmid 1982. Xiphocentron alcmeon ingår i släktet Xiphocentron och familjen Xiphocentronidae. Inga underarter finns listade i Catalogue of Life.